# Memorandum of agreement
Een memorandum of agreement (MOA), ook wel een samenwerkingsverband genoemd, is een overeenkomst tussen twee of meer partijen die met elkaar zijn verbonden tot het volbrengen van een afgesproken project of een vooropgestelde doelstelling te bereiken. Een MOA is een niet-juridisch document en bijgevolg niet afdwingbaar in de rechtbank.
Het woord “memorandum” is afkomstig uit het Latijn, meer bepaald van het woord “memoro” wat “Ik herinner” betekent. Dientengevolge is een MOA in de maritieme sector een document dat als hulpmiddel wordt gebruikt om de contracterende partijen bij te staan bij het memoriseren van welke stipuleringen werden afgesproken. Daarnaast staat het symbool voor de blijk van goede wil tussen de twee partijen.

## In de scheepvaartindustrie
Een Memorandum Of Agreement in de scheepvaart is een formele overeenkomst voor de verkoop van een schip. Er zijn een aantal modelcontracten voor een MOA, zoals de Norwegian Sale Form (NSF), dat goedgekeurd is door de BIMCO (Baltic and International Maritime Council).  Een ander voorbeeld is NIPPONSALE (ontwikkeld door de Japanse scheepvaartindex). 
Een aantal voorbeelden van stipuleringen voor deze contracten zijn als volgt: 
- Meestal zal het schip naar het droogdok gaan voordat de overeenkomst definitief is. Deze bijkomende kosten voor het droogdok zijn voor de rekening van de koper, indien het schip in goede staat verkeert. Indien dit niet het geval is zal de verkoper verantwoordelijk zijn voor de droogdokkosten (NSF clausule 6).
- Na het tekenen van het verkoopdocument zal de koper een voorschot van circa tien procent betalen. Vanaf dit moment is de koper in staat om zijn eigen inspecteur het schip te laten nakijken.

Een memorandum of agreement moet volgende gegevens bevatten
- de naam van alle betrokken partijen
- de naam van het schip
- de prijs, goede trouw aanbetaling
- types van inspecties en tijdslimiet
- proefvaart voorzieningen
- sluitingsdatum om de overeenkomst te voltooien
- documenten worden geleverd door de verkoper
- hoe de betaling zal plaatsvinden
- waar het schip zal worden geleverd
- handtekening van de koper en twee getuigen